# Budapesti 15. sz. országgyűlési egyéni választókerület
A budapesti 15. sz. országgyűlési egyéni választókerület egyike annak a 106 választókerületnek, amelyre a 2011. évi CCIII. törvény Magyarország területét felosztja, és amelyben a választópolgárok egy-egy országgyűlési képviselőt választhatnak. A választókerület nevének szabványos rövidítése: Budapest 15. OEVK. Székhelye: Budapest XVIII. kerülete 

## Területe
A választókerületet az alábbiak szerint határozza meg a törvény:
A XVIII. kerület teljes területe, amelynek határa: A X.–XVIII.–XIX. kerületek hármas határpontjától, a MÁV ceglédi vasútvonalától indulva a Küllő és Csillag út közötti farmezsgyén, a Nefelejcs, a Malomkő, a Kártoló utcán haladva az Üllői útig, azt keresztezve a Liszt Ferenc utcán az Újtemető utcáig tart, az Újtemető utcán és annak egyenes meghosszabbításán 380 métert halad, majd délnyugatnak fordulva keresztezve az Újtemető utcát, folytatódik a kispesti temető délkeleti határvonalán a Kolozsvár utcáig. A Kolozsvár utcán, a Méta utcán a Nagykőrösi útig, a XVIII.–XIX.–XX.–XXIII. kerületek négyes határpontjáig vezet. A Nagykőrösi úton a Pestszentimrén lévő Hunyadi János utcán a Szélső utcáig, majd a Somberek sorig, a Búzakéve utcáig, a Búzakéve utcán a XXIII. kerületi Névtelen utcáig halad. A Névtelen utcán, majd az Ültetvény utcával párhuzamosan, attól 30 méterre vezet a Dózsa György utcáig, ahol az Ültetvény utcán 70 métert halad és északkeletre fordul. A Dózsa György utcával párhuzamosan halad a Jég utcáig és annak folytatásán a Gesztenye utcáig tart, ahol eléri a XVIII. kerület–Soroksár–Gyál hármas határpontját. A Gesztenye utcán északkeleti irányban ferdén keresztezve a Nagykőrösi utat és a lajosmizsei vasutat, a Gesztenye utca vonalának meghosszabbításában halad a Dalos utcáig, ahol folytatódik a Pestszentimre és Pestszentlőrinc közötti Határ útig. A Határ utat keresztezve tart az Alacska utcáig, ahol délkeletnek fordul és a gyáli Határ úton halad a gyáli Mátyás király útig, és eléri a Vecsés–Gyál–XVIII. kerület hármas határpontját. A Mátyás király úton vezet északnyugati irányban a Névtelen utcáig, majd ennek meghosszabbított vonalán a Ganz kertvárosi földterületen keresztül tart (a volt szovjet laktanya területén keresztül) az Üllői útig. Azt elérve délkeletre fordul, a Mednyánszky utcát keresztezve tovább halad 70 métert, és északkeletre fordul a Bartók Béla utca vonaláig. A Mednyánszky utcával párhuzamosan, attól 40 méterre vezet a ceglédi vasútvonalig. A ceglédi vasútvonalnál délkeletre fordul és 350 méter megtétele utáni törésponttal 200 métert délnyugatnak vezet, újra elérve az Üllői utat. Az Üllői úton haladva ferdén keresztezi a ceglédi vasútvonalat és a 4-es főúton további 560 méter megtétele után északkeletnek fordul. E törésponttól mért 600 méter után irányt vált délkeletnek, 50 méter megtétele után ismét északkelet felé halad 620 méter hosszan, Vecsés–XVII.–XVIII. kerületek hármas határpontjáig. A hármas határponttól többszöri töréssel a Budapest Liszt Ferenc Nemzetközi Repülőtér területén halad a Ferihegyi útig, majd a Ferihegyi úton halad az Orgoványi utcáig. Az Orgoványi utcán nyugati irányba mintegy 600 métert haladva a határ délnyugatra fordul és a Budapest Liszt Ferenc Nemzetközi Repülőtér területén is haladva, többszöri töréssel jut el a XVII. kerületi Baross utcáig, ott északkeletnek fordul és a Baross utca mentén tart a Bélatelepi útig. A Bélatelepi útnál északnyugati irányba fordul és a Bélatelepi úton halad 1600 méter hosszan, ahol a Bélatelepi utat elhagyva 150 méter megtétele után délnyugatnak fordul és visszatér a Bélatelepi úthoz a Frangepán utcai telkek hátsó mezsgyéjéig. Azt elérve a Frangepán utca északkeleti oldalán lévő telkek hátsó mezsgyevonalát követve többszöri törésponttal vezet a Tünde utcáig, a X.–XVII.–XVIII. kerületek hármas határpontjáig. A hármas határponttól az Álmos utcát elérve halad a Felsőcsatári útig. A Felsőcsatári úton délnek fordul, a Hangár utcát elérve azon vezet, majd a Gyula utca keleti oldalán tart a Gyömrői útig. A Gyömrői úton a 4229/5 hrsz.-ú és a 152654/1 hrsz.-ú ingatlanok közös határán a ceglédi vasútvonalig halad, majd a vasútvonal mentén tart a X.–XVIII.–XIX. kerületek hármas határpontjáig.

## Országgyűlési képviselője
| Név            | Párt                                         | Párt        | Terminus    | Megjegyzés                                   |
| -------------- | -------------------------------------------- | ----------- | ----------- | -------------------------------------------- |
| Kucsák László  |                                              | Fidesz-KDNP | 2014 – 2018 | A 2014-es országgyűlési választás eredménye: |
| Kunhalmi Ágnes |                                              | MSZP        | 2018 –      | A 2018-as országgyűlési választás eredménye: |
| Kunhalmi Ágnes | A 2022-es országgyűlési választás eredménye: | MSZP        | 2018 –      |                                              |

## Demográfiai profilja
| Iskolai végzettség                | Iskolai végzettség               | Iskolai végzettség | Iskolai végzettség | Iskolai végzettség |
| --------------------------------- | -------------------------------- | ------------------ | ------------------ | ------------------ |
|                                   |                                  |                    |                    | fő                 |
| Általános iskolát nem végezte el  | Általános iskolát nem végezte el |                    | 840                | 840                |
| Általános iskola                  | Általános iskola                 |                    | 11021              | 11021              |
| Szakmunkás                        | Szakmunkás                       |                    | 12601              | 12601              |
| Érettségi                         | Érettségi                        |                    | 34208              | 34208              |
| Diploma                           | Diploma                          |                    | 23821              | 23821              |
| A 2022. évi népszámlálás szerint. |                                  |                    |                    |                    |

A budapesti 15. sz. választókerület lakónépessége 2022. október 1-jén 99 400 fő volt. A 2011-es és a 2022-es népszámlálás között 901 fővel nőtt a választókerület lakosság száma. A választókerületben a korösszetétel alapján a legtöbben a középkorúak élnek 37 364 fővel, míg a legkevesebben a gyermekek 16 909 fővel. A választókerület lakosságának a 89%-nál van internet elérési lehetőség.
A legmagasabb befejezett iskolai végzettség szerint az érettségi végzettséggel rendelkezők élnek a legtöbben 34 208 fő, utánuk a következő nagy csoport a diplomások 23 821 fővel.
Gazdasági aktivitás szerint a lakosság több mint a fele foglalkoztatott 51 842 fő, második legjelentősebb csoport az inaktív keresők, akik főleg nyugdíjasok 21 766 fővel.
A választókerület legjelentősebb nemzetiségi csoportja a német 1007 fő, illetve a cigány 511 fő. Magyar állampolgársággal nem rendelkező külföldi állampolgárok aránya 1,9%.
Vallási összetétel szerint a választókerületben lakók legnagyobb vallása a római katolikus (19 046 fő), valamint jelentős közösség még a reformátusok (6958 fő). A vallási közösséghez nem tartozók száma szintén jelentős (14 800 fő), a választókerületben a második legnagyobb csoport a római katolikus vallás után.

## Országgyűlési választások
| Párt                                                         | Párt                      | Jelölt                  | Szavazatok | %     | ± %   |
| ------------------------------------------------------------ | ------------------------- | ----------------------- | ---------- | ----- | ----- |
|                                                              | Egységben Magyarországért | Kunhalmi Ágnes          | 25 946     | 44,6  | 13,31 |
|                                                              | Fidesz-KDNP               | Dr. Lévai István Zoltán | 25 166     | 43,26 | 3,56  |
|                                                              | Mi Hazánk                 | Árvai Csaba             | 2559       | 4,4   | Új    |
|                                                              | MKKP                      | Szokor Márton           | 1860       | 3,2   | Új    |
|                                                              | Független                 | Juhász István           | 1678       | 2,88  | Új    |
|                                                              | MEMO                      | Tabi Tünde              | 679        | 1,17  | Új    |
|                                                              | Normális Párt             | Sinka Zoltánné          | 291        | 0,5   | Új    |
| Megjelent                                                    | Megjelent                 | Megjelent               | 58 810     | 75,24 | 0,72  |
| Választópolgárok száma                                       | Választópolgárok száma    | Választópolgárok száma  | 78 158     | 100   | 2,27  |
| Az MSZP az ellenzéki összefogás részeként tartja a körzetet. |                           |                         |            |       |       |

| Párt                                                    | Párt                   | Jelölt                 | Szavazatok | %     | ± %  |
| ------------------------------------------------------- | ---------------------- | ---------------------- | ---------- | ----- | ---- |
|                                                         | MSZP-Párbeszéd         | Kunhalmi Ágnes         | 27 813     | 46,3  | 8,81 |
|                                                         | Fidesz-KDNP            | Kucsák László          | 23 848     | 39,7  | 2,1  |
|                                                         | Jobbik                 | Makai Tibor            | 6977       | 11,61 | 3,85 |
|                                                         | Munkáspárt             | Mihály László          | 226        | 0,38  | Új   |
|                                                         | Egyéb pártok           |                        | 1208       | 2     | 0,93 |
| Megjelent                                               | Megjelent              | Megjelent              | 60 720     | 75,96 | 7,21 |
| Választópolgárok száma                                  | Választópolgárok száma | Választópolgárok száma | 79 937     | 100   | 0,72 |
| Az MSZP-Párbeszéd elnyeri a körzetet a Fidesz-KDNP-től. |                        |                        |            |       |      |

| Párt                                | Párt                   | Jelölt                 | Szavazatok | %     |
| ----------------------------------- | ---------------------- | ---------------------- | ---------- | ----- |
|                                     | Fidesz-KDNP            | Kucsák László          | 20 648     | 37,6  |
|                                     | Összefogás             | Kunhalmi Ágnes         | 20 592     | 37,49 |
|                                     | Jobbik                 | Makai Tibor            | 8493       | 15,46 |
|                                     | LMP                    | Kassai Dániel          | 3448       | 6,28  |
|                                     | Szociáldemokraták      | Alex Ágnes             | 128        | 0,23  |
|                                     | Egyéb pártok           |                        | 1612       | 2,93  |
| Megjelent                           | Megjelent              | Megjelent              | 55 352     | 68,75 |
| Választópolgárok száma              | Választópolgárok száma | Választópolgárok száma | 80 517     | 100   |
| A Fidesz-KDNP nyeri meg a körzetet. |                        |                        |            |       |

## Ellenzéki előválasztás – 2021
| Frakció                              | Frakció         | Jelölő szervezetek                     | Jelölt          | Szavazatok | %     |
| ------------------------------------ | --------------- | -------------------------------------- | --------------- | ---------- | ----- |
|                                      | MSZP            | MSZP, Párbeszéd, LMP, Jobbik, Momentum | Kunhalmi Ágnes  | 6295       | 68,67 |
|                                      | DK              | DK, Liberálisok                        | Ferencz István  | 2872       | 31,33 |
| Összes szavazat                      | Összes szavazat | Összes szavazat                        | Összes szavazat | 9167       | 100   |
| Kunhalmi Ágnes nyeri meg a körzetet. |                 |                                        |                 |            |       |